# Gas di Bose
In meccanica statistica, il gas di Bose è la descrizione quantistica di un gas ideale. Si tratta di un gas composto da bosoni, caratterizzati da un valore di spin intero, che obbediscono alla statistica di Bose-Einstein. Un esempio è il gas di fotoni.
In un gas ideale classico le particelle sono distinguibili e ogni stato può essere occupato da un numero arbitrario di particelle, e si descrive il sistema con la statistica di Maxwell-Boltzmann; in un gas ideale quantistico le particelle sono indistinguibili, e nella statistica si deve tener conto di questo fatto. Nel caso di un gas di bosoni, gli stati possono ancora essere occupati da un numero arbitrario di particelle, per cui si segue la statistica di Bose-Einstein, mentre, nel caso di un gas di fermioni, ogni stato può essere occupato al più da una particella, secondo il principio di esclusione, e si usa la statistica di Fermi-Dirac.
La meccanica statistica dei bosoni è stata inizialmente sviluppata da Satyendra Nath Bose per i fotoni, e successivamente generalizzata a particelle massive da Albert Einstein, il quale scoprì che a basse temperature un gas ideale di bosoni forma un condensato, detto condensato di Bose-Einstein.

## L'approssimazione di Thomas-Fermi
La trattazione termodinamica di un gas ideale di bosoni è ottenuta mediante l'utilizzo della funzione di partizione gran canonica, che in tal caso è:
{\displaystyle {\mathcal {Z}}(z,\beta ,V)=\prod _{i}\left(1-ze^{-\beta \varepsilon _{i}}\right)^{-g_{i}}}
dove ogni termine del prodotto corrisponde ad una particolare energia {\displaystyle \varepsilon _{i}}, {\displaystyle g_{i}} è il numero di stati con la stessa energia {\displaystyle \varepsilon _{i}}, {\displaystyle z} è la fugacità, che può essere espressa in termini del potenziale chimico {\displaystyle \mu } definendo:
{\displaystyle z(\beta ,\mu )=e^{\beta \mu }\ }
con {\displaystyle \beta } data da:
{\displaystyle \beta ={\frac {1}{kT}}}
dove {\displaystyle k} è la costante di Boltzmann e {\displaystyle T} la temperatura. Tutte le grandezze termodinamiche possono essere derivate dalla funzione di partizione gran canonica e possono essere considerate funzioni delle tre variabili {\displaystyle z,\;\beta } e {\displaystyle V}.
Definito il potenziale gran canonico:
{\displaystyle \Omega =-\ln({\mathcal {Z}})=\sum _{i}g_{i}\ln \left(1-ze^{-\beta \varepsilon _{i}}\right)}
nell'assunto che il gas possa essere trattato nel modello di particella in una scatola, è possibile applicare l'approssimazione di Thomas-Fermi, la quale assume che l'energia media sia molto maggiore della differenza di energia tra i livelli, sicché la somma precedente può essere rimpiazzata da un integrale:
{\displaystyle \Omega \approx \int _{0}^{\infty }\ln \left(1-ze^{-\beta E}\right)\,dg.}
La degenerazione {\displaystyle dg} può essere espressa in modo generale dalla formula:
{\displaystyle dg={\frac {1}{\Gamma (\alpha )}}\,{\frac {E^{\,\alpha -1}}{E_{c}^{\alpha }}}~dE}
con {\displaystyle \alpha } costante, {\displaystyle E_{c}} l'energia critica e {\displaystyle \Gamma } la funzione gamma.
L'equazione per il potenziale gran canonico può essere risolta integrando lo sviluppo di Taylor dell'integrando termine per termine, oppure sfruttando il fatto che è proporzionale alla trasformata di Mellin di {\displaystyle Li_{1}(ze^{-\beta E})}, dove {\displaystyle Li_{s}(x)}) è una funzione polilogaritmica. La soluzione è:
{\displaystyle \Omega \approx -{\frac {{\textrm {Li}}_{\alpha +1}(z)}{\left(\beta E_{c}\right)^{\alpha }}}.}
Questa approssimazione trascura lo stato fondamentale, associando degenerazione nulla allo stato di energia nulla.

## Inclusione dello stato fondamentale
Il numero totale di particelle si trova a partire dal potenziale gran canonico:
{\displaystyle N=-z{\frac {\partial \Omega }{\partial z}}\approx {\frac {{\textrm {Li}}_{\alpha }(z)}{(\beta E_{c})^{\alpha }}}}
Il termine polilogaritmico deve rimanere reale e positivo, ed il massimo valore che può assumere è in corrispondenza di {\displaystyle z=1}, dove è pari a {\displaystyle \zeta (\alpha )}, con {\displaystyle \zeta } la funzione zeta di Riemann. Per un fissato {\displaystyle N}, il massimo valore che {\displaystyle \beta } può assumere è il valore critico {\displaystyle \beta _{c}}, dove:
{\displaystyle N={\frac {\zeta (\alpha )}{(\beta _{c}E_{c})^{\alpha }}}}
Questo corrisponde alla temperatura critica {\displaystyle T_{c}={\frac {1}{k\beta _{c}}}}, al di sotto della quale l'approssimazione di Thomas-Fermi non è più valida. La precedente equazione può essere risolta per la temperatura critica:
{\displaystyle T_{c}=\left({\frac {N}{\zeta (\alpha )}}\right)^{1/\alpha }{\frac {E_{c}}{k}}}
Ad esempio, per {\displaystyle \alpha =3/2} ed usando il valore noto {\displaystyle E_{c}} si ottiene:
{\displaystyle T_{c}=\left({\frac {N}{Vf\zeta (3/2)}}\right)^{2/3}{\frac {h^{2}}{2\pi mk}}}
Dal momento che il numero di particelle diventa negativo al di sotto della temperatura critica, si usa l'approssimazione di aggiungere un termine di stato fondamentale agli stati eccitati, il numero delle cui particelle è ben stimato dalla precedente approssimazione di Thomas-Fermi. Si ha:
{\displaystyle N=N_{0}+{\frac {{\textrm {Li}}_{\alpha }(z)}{(\beta E_{c})^{\alpha }}}}
dove {\displaystyle N_{0}} è il numero di particelle nello stato fondamentale:
{\displaystyle N_{0}={\frac {g_{0}\,z}{1-z}}}
L'equazione può essere dunque risolta per temperatura nulla, e la relazione per il numero di particelle può essere scritta in funzione della temperatura normalizzata come:
{\displaystyle N={\frac {g_{0}\,z}{1-z}}+N~{\frac {{\textrm {Li}}_{\alpha }(z)}{\zeta (\alpha )}}~\tau ^{\alpha }}
Per dati {\displaystyle N} e {\displaystyle \tau }, l'equazione può essere risolta per {\displaystyle \tau ^{\alpha }} ed una soluzione in forma di serie per {\displaystyle z} può essere trovata attraverso l'inversione della serie, sia in potenze di {\displaystyle \tau ^{\alpha }} che in un'espansione asintotica delle sue potenze inverse. Si trova quindi il comportamento del gas in prossimità di {\displaystyle T=0}.